# Primera División 2019/20
Het seizoen 2019/20 van de Primera División was het 89ste seizoen van de hoogste Spaanse voetbalcompetitie. Aan de competitie namen twintig clubs deel. FC Barcelona was titelverdediger. Een seizoen eerder degradeerden Rayo Vallecano, SD Huesca en Girona FC rechtstreeks uit de Primera División. Zij werden vervangen door CA Osasuna, Granada CF en RCD Mallorca. Het seizoen werd lange tijd stilgelegd vanwege de coronapandemie. In juni 2020 werd er hervat met wedstrijden zonder publiek. Twee speelrondes voor het eind van het seizoen kroonde Real Madrid zich tot landskampioen. Voor de corona-onderbreking stond FC Barcelona bovenaan, maar door diverse gelijke spelen, verspeelden ze die positie al snel aan de Madrilenen. Real Madrid speelde na de onderbreking de thuiswedstrijden in het trainingsstadion Estadio Alfredo Di Stéfano. Dit omdat het eigen stadion op dat moment verbouwd werd.
Oorspronkelijk zouden er via de competitie twee startplekken voor de Europa League te verdienen zijn. Echter werd de bekerfinale uitgesteld vanwege de coronapandemie. Daardoor werd deze te laat gespeeld om op tijd te zijn voor de inschrijving voor Europese competities. Daardoor werd het bekerticket aan de nummer 6 van de competitie gegeven en ging de nummer 7 naar de tweede kwalificatieronde van de Europa League.

## Teams
De volgende teams namen deel aan de Primera División tijdens het seizoen 2019/20.
| Club             | Stad            | Stadion                                      | Capaciteit   |
| ---------------- | --------------- | -------------------------------------------- | ------------ |
| Athletic Bilbao  | Bilbao          | San Mamés                                    | 53.332       |
| Atlético Madrid  | Madrid          | Wanda Metropolitano                          | 67.703       |
| FC Barcelona     | Barcelona       | Camp Nou                                     | 99.354       |
| Celta de Vigo    | Vigo            | Balaídos                                     | 31.800       |
| Deportivo Alavés | Vitoria-Gasteiz | Mendizorrotza                                | 19.840       |
| SD Eibar         | Eibar           | Ipurua                                       | 8.164        |
| Espanyol         | Barcelona       | Cornellà-El Prat                             | 42.000       |
| Getafe CF        | Getafe          | Coliseum Alfonso Pérez                       | 17.700       |
| Granada CF       | Granada         | Estadio Nuevo Los Cármenes                   | 22.524       |
| CD Leganés       | Leganés         | Butarque                                     | 10.958       |
| Levante UD       | Valencia        | Ciutat de València                           | 25.354       |
| RCD Mallorca     | Palma           | Iberostar Estadi                             | 23.142       |
| CA Osasuna       | Pamplona        | Estadio El Sadar                             | 20.000       |
| Real Betis       | Sevilla         | Benito Villamarín                            | 60.720       |
| Real Madrid      | Madrid          | Santiago Bernabéu Estadio Alfredo Di Stéfano | 81.044 6.000 |
| Real Sociedad    | San Sebastián   | Anoeta                                       | 38.800       |
| Real Valladolid  | Valladolid      | Estadio Nuevo José Zorrilla                  | 26.512       |
| Sevilla FC       | Sevilla         | Ramón Sánchez Pizjuán                        | 45.500       |
| Valencia CF      | Valencia        | Mestalla                                     | 55.000       |
| Villarreal CF    | Villarreal      | El Madrigal                                  | 23.890       |

## Eindstand

### Tabel
| Pos | Team             | Wed | W  | G  | V  | Ptn | DV | DT | +/− | Kwalificatie of degradatie             |
| --- | ---------------- | --- | -- | -- | -- | --- | -- | -- | --- | -------------------------------------- |
| 1   | Real Madrid (K)  | 38  | 26 | 9  | 3  | 87  | 70 | 25 | +45 | Groepsfase Champions League            |
| 2   | FC Barcelona     | 38  | 25 | 7  | 6  | 82  | 86 | 38 | +48 | Groepsfase Champions League            |
| 3   | Atlético Madrid  | 38  | 18 | 16 | 4  | 70  | 51 | 27 | +24 | Groepsfase Champions League            |
| 4   | Sevilla FC       | 38  | 19 | 13 | 6  | 70  | 54 | 35 | +19 | Groepsfase Champions League            |
| 5   | Villarreal CF    | 38  | 18 | 6  | 14 | 60  | 63 | 49 | +14 | Groepsfase Europa League               |
| 6   | Real Sociedad    | 38  | 16 | 8  | 14 | 56  | 56 | 48 | +8  | Groepsfase Europa League               |
| 7   | Granada CF       | 38  | 16 | 8  | 14 | 56  | 52 | 45 | +7  | Tweede kwalificatieronde Europa League |
| 8   | Getafe CF        | 38  | 14 | 12 | 12 | 54  | 43 | 37 | +6  |                                        |
| 9   | Valencia CF      | 38  | 14 | 11 | 13 | 53  | 46 | 53 | −7  |                                        |
| 10  | CA Osasuna       | 38  | 13 | 13 | 12 | 52  | 46 | 54 | −8  |                                        |
| 11  | Athletic Bilbao  | 38  | 13 | 12 | 13 | 51  | 41 | 38 | +3  |                                        |
| 12  | Levante UD       | 38  | 14 | 7  | 17 | 49  | 47 | 53 | −6  |                                        |
| 13  | Real Valladolid  | 38  | 9  | 15 | 14 | 42  | 32 | 43 | −11 |                                        |
| 14  | SD Eibar         | 38  | 11 | 9  | 18 | 42  | 39 | 56 | −17 |                                        |
| 15  | Real Betis       | 38  | 10 | 11 | 17 | 41  | 48 | 60 | −12 |                                        |
| 16  | Deportivo Alavés | 38  | 10 | 9  | 19 | 39  | 34 | 59 | −25 |                                        |
| 17  | Celta de Vigo    | 38  | 7  | 16 | 15 | 37  | 37 | 49 | −12 |                                        |
| 18  | CD Leganés       | 38  | 8  | 12 | 18 | 36  | 30 | 51 | −21 | Degradatie naar Segunda División A     |
| 19  | Real Mallorca    | 38  | 9  | 6  | 23 | 33  | 40 | 65 | −25 | Degradatie naar Segunda División A     |
| 20  | RCD Espanyol     | 38  | 5  | 10 | 23 | 25  | 27 | 58 | −31 | Degradatie naar Segunda División A     |